# Paul Steinmeyer
Paul Steinmeyer (* 27. Oktober 1933 in Oettingen in Bayern; † 3. August 2019 ebenda) war ein deutscher Orgelbauer.

## Leben
Paul Steinmeyer war der Sohn des Orgelbauers Fritz Steinmeyer senior (* 6. Oktober 1895; † 2. Februar 1974), dem zweiten Sohn von Johannes Steinmeyer, und seiner Ehefrau Hilde (geborene Engl). Nach dem Abitur in Nördlingen begann er eine Orgelbauerlehre, die er 1956 mit der Gesellenprüfung abschloss. Danach folgte ein einjähriger Aufenthalt bei Willis in Liverpool und London. 
1958 wurde er mit der Leitung des Konstruktionsbüros bei G. F. Steinmeyer & Co. betraut. 1962 legte er die Meisterprüfung zum Orgelbauer ab. 1964 wurde er technischer Leiter und Teilhaber der Firma Steinmeyer. Im Jahr 1993 trat sein Vetter Fritz Steinmeyer aus Altersgründen von der Firmenleitung zurück und übergab sie an ihn. Zum Jahresbeginn 2001 wurden Betriebsteile, Kundenkreis und Mitarbeiter der Firma Steinmeyer an Orgelbaumeister Karl Göckel übergeben. Seitdem verwaltete Paul Steinmeyer nur noch die historischen Gebäude und das Orgelbauarchiv der Firma Steinmeyer.
Steinmeyer war von 1966 bis 1982 Stadtrat in Oettingen und von 1972 bis 1984 Kirchenvorstand. Steinmeyer heiratete 1967 Sibylle von Dobschütz. Gemeinsam hatten sie drei Kinder.